# Політика «Трьох червоних прапорів»
Політика «Трьох червоних прапорів» ( кит.: 三面红旗) - була програмою Комуністичної партії Китаю наприкінці 1950-х років, спрямованою на швидку побудову соціалістичної держави. Цей курс включав нову генеральну лінію, спрямовану на соціалістичне будівництво, Великий стрибок та створення народних комун.
У перших роках існування Китайської Народної Республіки, Мао Цзедун встановив мету перевести китайське суспільство до комунізму в найкоротші строки, створюючи умови для досягнення надзвичайної економічної ефективності. Для здійснення цього задуму було представлено на Другій сесії VIII з'їзду Комуністичної партії Китаю в 1958 році курс "Трьох червоних прапорів", який передбачав проведення політики в трьох основних напрямках:
1. Нова генеральна лінія партії[zh],яка заклала фундамент політики маоїзму. Генеральна лінія спонукала китайський народ «щосили прагнути до висот і будувати соціалізм із більшими, швидшими, кращими й економічнішими результатами» [2].
2. Утворення народних комун[en]. До кінця 1958 року майже всі китайські селяни були об'єднані в комуни, у кожній з яких було в середньому по 5 000 дворів. Основний принцип організації народних комун полягав у радикальному усуспільненні життя членів комун (від економічних аспектів - вилучення приватної власності, ліквідація присадибних ділянок, розподіл за працею - до побутових аспектів життя, пов'язаних із питаннями постачання та харчування). Комуни проіснували до їх ліквідації на початку 1980-х років за Ден Сяопіна.
3. Програма Великого стрибка, втілення якого розпочалася 1958 року, була спрямована на здійснення швидкого осучаснення за рахунок використання величезних трудових ресурсів Китаю в сільськогосподарських і промислових проєктах. Однак натомість "Великий стрибок" призвів до економічної розрухи і десятків мільйонів смертей від голоду, а тому на початку 1962 року від програми в цілому відмовилися[4].